# 조쉬 오노마
조슈아 오그헤네테가 피터 "조시" 오노마(영어: Joshua Oghenetega Peter Onomah, 1997년 4월 27일 ~ )는 잉글랜드의 축구 선수이다. 포지션은 미드필더이다. 현재 프레스턴 노스 엔드에서 활약하고 있다.